# Campeonato Asiático de Atletismo de 1985
A 6ª edição do Campeonato Asiático de Atletismo foi realizado de 25 a 29 de setembro de 1985 no Estádio Gelora Bung Karno, na cidade de Jacarta, na Indonésia. Foram disputadas um total de 42 provas, distribuídos entre masculino e feminino. 

## Medalhistas

### Masculino
| Evento                  | Ouro                             | Ouro     | Prata                           | Prata    | Bronze                           | Bronze   |
| ----------------------- | -------------------------------- | -------- | ------------------------------- | -------- | -------------------------------- | -------- |
| 100 metros              | Zheng Chen · China               | 10.28    | Mohammed Purnomo · Indonésia    | 10.33    | Chang Jae-Keun Coreia do Sul     | 10.35    |
| 200 metros              | Chang Jae-Keun Coreia do Sul     | 20.57    | Mohammed Purnomo · Indonésia    | 21.19    | Li Feng · China                  | 21.20    |
| 400 metros              | Isidro del Prado · Filipinas     | 45.61    | Mohammed Al-Malki Omã           | 46.45    | Aouf Abdulrahman Yousef · Iraque | 46.67    |
| 800 metros              | Batumalai Rajakumar · Malásia    | 1:47.37  | Charles Borromeo · Índia        | 1:47.99  | Ryu Tae-Kyung Coreia do Sul      | 1:48.18  |
| 1 500 metros            | Bagicha Singh · Índia            | 3:56.85  | Suresh Yadav · Índia            | 3:56.90  | Hussein Darwish · Iraque         | 3:57.07  |
| 5 000 metros            | Kozu Akutsu · Japão              | 14:22.11 | Haruo Urata · Japão             | 14:22.42 | Lee Sang-Geun Coreia do Sul      | 14:23.02 |
| 10 000 metros           | Zhang Guowei · China             | 29:58.73 | Lee Sang-Geun Coreia do Sul     | 30:10.05 | Vinod Kumar Pokhriyal · Índia    | 32:09.62 |
| 110 metros barreiras    | Yu Zhicheng · China              | 13.94    | Masahiko Sugi · Japão           | 14.20    | Li Jieqiang · China              | 14.23    |
| 400 metros barreiras    | Ahmed Hamada Jassim · Bahrein    | 49.88    | Jasem Al-Douwaila · Kuwait      | 50.81    | Hiroshi Kakimori · Japão         | 50.85    |
| 3 000 metros obstáculos | Shigeyuki Aikyo · Japão          | 8:46.96  | Hwang Wen-Cheng · Taipé Chinesa | 8:47.53  | Shanmugin Pitchaiah · Índia      | 8:48.14  |
| 4×100 metros estafetas  | China                            | 39.34    | Catar                           | 39.81    | Coreia do Sul                    | 39.85    |
| 4×400 metros estafetas  | Iraque                           | 3:07.68  | Japão                           | 3:07.92  | Filipinas                        | 3:09.95  |
| Maratona                | Ling Jong-Hyen · Coreia do Norte | 2:20:29  | Tomio Sueyoshi · Japão          | 2:24:26  | Choe Il-Sop · Coreia do Norte    | 2:24:52  |
| 20 km marcha            | Liu Jianli · China               | 1:26:52  | Chand Ram · Índia               | 1:27:20  | Wang Zhicheng · China            | 1:31:12  |
| Salto em altura         | Shuji Ujino · Japão              | 2.24     | Takao Sakamoto · Japão          | 2.22     | Liu Yunpeng · China              | 2.22     |
| Salto à vara            | Ji Zebiao · China                | 5.30     | Toshiyuki Hashioka · Japão      | 5.20     | Liang Xueren · China             |          |
| Salto em comprimento    | Liu Yuhuang · China              | 8.00     | Pang Yan · China                | 7.95     | Junichi Usui · Japão             | 7.72     |
| Salto triplo            | Tian Hongxin · China             | 16.38    | Park Young-Jun Coreia do Sul    | 16.35    | Yasushi Ueta · Japão             | 15.96    |
| Lançamento do peso      | Balwinder Singh · Índia          | 17.88    | Gong Yitian · China             | 17.80    | Bahadur Singh Chouhan · Índia    | 17.21    |
| Lançamento do disco     | Li Weinan · China                | 55.30    | Wang Daoming · China            | 54.62    | Kuldip Singh · Índia             | 52.36    |
| Lançamento do martelo   | Raghubir Singh Bal · Índia       | 64.34    | Xie Yingqi · China              | 63.44    | Waleed Al-Bekheet · Kuwait       | 60.62    |
| Lançamento do dardo     | Pubu Ciren · China               | 76.56    | Kim Sun-Yun Coreia do Sul       | 76.22    | Kazuhiro Mizoguchi · Japão       | 74.90    |
| Decatlo                 | Ku Chin-shui · Taipé Chinesa     | 7538     | Lee Fu-an · Taipé Chinesa       | 7469     | Wang Kangqiang · China           | 7357     |

### Feminino
| Evento                 | Ouro                             | Ouro     | Prata                              | Prata    | Bronze                          | Bronze   |
| ---------------------- | -------------------------------- | -------- | ---------------------------------- | -------- | ------------------------------- | -------- |
| 100 metros             | P.T. Usha · Índia                | 11.64    | Ratjai Sripet · Tailândia          | 11.95    | Lydia de Vega · Filipinas       | 11.96    |
| 200 metros             | P.T. Usha · Índia                | 23.05w   | Reawadee Srithoa · Tailândia       | 23.70w   | Vandana Rao · Índia             | 23.79w   |
| 400 metros             | P.T. Usha · Índia                | 52.62    | Shiny Abraham · Índia              | 53.32    | Emma Tahapary · Indonésia       | 55.08    |
| 800 metros             | Shiny Abraham · Índia            | 2:03.16  | Sasithorn Chantanuhong · Tailândia | 2:03.46  | Yang Liuxia · China             | 2:05.07  |
| 1 500 metros           | Yang Liuxia · China              | 4:19.11  | Choi Ok-Soon · Coreia do Norte     | 4:21.62  | Choi Jong-Hui · Coreia do Norte | 4:26.35  |
| 3 000 metros           | Kim Lyong-Soon · Coreia do Norte | 9:27.75  | Li Xiuxia · China                  | 9:29.88  | Suman Rawat · Índia             | 9:36.97  |
| 10 000 metros          | Paek Do-Jong · Coreia do Norte   | 35:17.35 | Wang Huabi · China                 | 35:35.77 | Kim Myong-Hui · Coreia do Norte | 35:49.33 |
| 100 metros barreiras   | Liu Huajin · China               | 13.22    | Chen Kemei · China                 | 13.48    | Chen Wen-Ying · Taipé Chinesa   | 13.59    |
| 400 metros barreiras   | P.T. Usha · Índia                | 56.64    | Manathoor D. Valsamma · Índia      | 57.81    | Agrifina de la Cruz · Filipinas | 59.59    |
| 4×100 metros estafetas | Tailândia                        | 45.07    | China                              | 45.20    | Índia                           | 45.22    |
| 4×400 metros estafetas | Índia                            | 3:34.10  | Japão                              | 3:39.51  | Taipé Chinesa                   | 3:39.88  |
| Maratona               | Asha Aggarwal · Índia            | 2:48:53  | Yuko Gordon · Hong Kong            | 2:54:16  | Ki Sun-Bok · Coreia do Norte    | 2:57:28  |
| 10 km marcha           | Rian Bingyie · China             | 50:38.81 | Xiong Yan · China                  | 51:04.66 | Iece Magdalena Siregar · Índia  | 53:55.46 |
| Salto em altura        | Yang Wenqin · China              | 1.90     | Ni Xiuling · China                 | 1.90     | Wu Wei-Chun · Taipé Chinesa     | 1.81     |
| Salto em comprimento   | Huang Donghuo · China            | 6.60     | Liao Wenfen · China                | 6.57     | Kim Mi-Sook Coreia do Sul       | 6.25     |
| Lançamento do peso     | Cong Yuzhen · China              | 18.36    | Li Meisu · China                   | 17.64    | Han Yun-Sook Coreia do Sul      | 14.12    |
| Lançamento do disco    | Li Xiaohui · China               | 58.38    | Yu Hourun · China                  | 51.44    | Ikuko Kitamori · Japão          | 50.48    |
| Lançamento do dardo    | Zhu Hongyang · China             | 56.84    | Wang Jin · China                   | 53.44    | Emi Matsui · Japão              | 53.28    |
| Heptatlo               | Ye Lianying · China              | 5319     | Dong Yuping · China                | 5198     | Tung Fung-Gao · Taipé Chinesa   | 5117     |

## Quadro de medalhas
| Ordem | País            | Medalha de ouro | Medalha de prata | Medalha de bronze | Total |
| ----- | --------------- | --------------- | ---------------- | ----------------- | ----- |
| 1     | China           | 19              | 15               | 7                 | 41    |
| 2     | Índia           | 10              | 5                | 7                 | 22    |
| 3     | Japão           | 3               | 7                | 6                 | 16    |
| 4     | Coreia do Norte | 3               | 1                | 4                 | 8     |
| 5     | Coreia do Sul   | 1               | 3                | 6                 | 10    |
| 6     | Tailândia       | 1               | 3                | 0                 | 4     |
| 7     | Taipé Chinesa   | 1               | 2                | 4                 | 7     |
| 8     | Filipinas       | 1               | 0                | 3                 | 4     |
| 9     | Iraque          | 1               | 0                | 2                 | 3     |
| =10   | Malásia         | 1               | 0                | 0                 | 1     |
| =10   | Bahrein         | 1               | 0                | 0                 | 1     |
| 12    | Indonésia       | 0               | 2                | 2                 | 4     |
| 13    | Kuwait          | 0               | 1                | 1                 | 2     |
| =14   | Catar           | 0               | 1                | 0                 | 1     |
| =14   | Hong Kong       | 0               | 1                | 0                 | 1     |
| =14   | Omã             | 0               | 1                | 0                 | 1     |
| Total | Total           | 42              | 42               | 42                | 126   |